# Ухо
Уши пренасочва насам.  За селото с това име вижте Уши (село).
Ухото (на латински: auris) е чифтен сетивен орган, част от слуховата система, с който се долавят звуци. Ухото при всички гръбначни животни – от риби до хора – демонстрира много сходно устройство с вариации по отношение на разредите и родовете. Част от органа освен за възприемане на звуците, играе и основна роля в чувството за равновесие на организма и правилната стойка на тялото. Поради тази причина често се нарича и слухово-равновесен орган.
С думата ухо се обозначава както целия орган, така и само видимата част от него, характерна основно за бозайниците. Външната част на ухото се нарича ушна мида. При повечето животни, ушите представляват симетрично разположени окосвени подвижни, крепнали или изправени израстъци на главата от мека тъкан и хрущял.

## Анатомично устройство
Анатомично ухото се разделя на три части: външно, средно и вътрешно ухо.

### Костна основа
Слепоочната кост (os temporale) е тази, в която е поместено средното и вътрешното ухо и част от външния слухов канал. Съставена е от три части – люспа (pars squamosa), барабанна (pars tympanica) и камениста част (pars petrosa).
В люспата се образува барабантата изрезка (inc. tympanica), в която се помества външния слухов ход (meatus acusticus externus). При различните видове животни и човека изрезката е с различна дълбочина.
Барабанната част е разположена вентрално на люспата и се състои от външен слухов ход, барабанен мехур и барабанна празнина. Външният слухов ход представлява широк костен канал с различна дължина. На него се закрепва барабанната ципа (тъпанчето). По произход представлява остатък от висцералната хрилна дъга. В барабанния мехур води каналът на Евстахиевата тръба и отвори за нервни ходове.
В каменистата част е разположено вътрешното ухо, в чието образуване участва и костния лабиринт, наречен охлюв. Латерално се свързва с барабанната кухина.

### Външно ухо
Външното ухо е видимата част от ухото. То включва ушна мида, ушен канал, граничната част със средното ухо се нарича тъпанче. Ушната мида е изградена от няколко хрущяла покрити с кожа и космена покривка. Хрущялите са свързани с черепа на главата посредством мускули. Те помагат за движението на ушната мида. Тя е характерна само за бозайниците. Функцията, която изпълнява е да улавя звуците и да ги насочва към вътрешното ухо. Някои животни са развили добър слух като големината и формата на ушната мида благоприятства за това. Слуховият канал отвежда звука към останалата част на ухото.
Ушната раковина (auricula) е най-изпъкналата част на външното ухо, която е образувана основно от еластичен хрущял. Различават се вътрешна и външна повърхност и ръб на ухото. На гърба на ухото кожата е хлабаво свързана с хрущяла и затова е подвижна. При бозайниците е покрита и с гъста космена покривка. На вътрешната повърхност кожата е тънка, покрита с редки косми и плътно срастнала с хрущяла. В зависимост от вида, а при домашните животни и от породата аурикулата има различна големина и форма. Различно е и нейното разположение – може да е изправена или да виси надолу. При повечето хищни бозайници вентрално на задния ръб на раковината се образува кожна торбичка (saccus cutaneus marginalis). Хрущялът на аурикулата е образуван от хрущялна плочка наречена tragus и дълъг листовиден хрущял antitragus. Двата хрущяла са разделени от изрезка, incisura intertragica.
Ушният канал е с различна дължина и разположение. Между ушната раковина и външният костен канал се намира пръстеновиден хрущял (cartilago meatus acustici). Вътрешната част от канала има костна основа образувана от слепоочната кост. Накрая завършва с тъпанчето. Първата част на канала се нарича ушна, а втората – барабанна.
Мускулите на ушната раковина биват аддуктори, абдуктори, повдигачи, ротатори и свалячи. При повечето видове кръвоснабдяването на външното ухо се осъществява от a. и v. auricularis caudalis. Лимфните съдове образуват външна и вътрешна мрежа на съответната страна на ухото. Инервацията се осъществява от клонове на plexus retroauricularis и plexus auricularis rostralis.

### Средно ухо
Средното ухо (auris media) е изградено от вътрешна слухова тръба (tuba auditiva Eustachii), кухина на тъпанчето (cavum tymani) и слухови костици. Вътрешната слухова тръба се нарича Евстахиева тръба. Тя свързва фаринкса със средното ухо. Началото от ухото и има костна основа като при продължението и към фаринкса изчезва и постепенно преминава в основа от хиалинен хрущял, който при човек е представен от отделни хрущялни островчета, а при повечето животни е представен в хрущялен улей. С напредване на възрастта хиалинния хрущял преминава в еластичен. Тръбата е постлана от многореден ресничест епител с чашковидни клетки. В нея са разположени лимфоцити, които на места образуват малки лимфни възелчета. При някои видове са налични и серозни и смесени жлези. Лигавицата на тъпанчевата кухина е заловена за периоста на костната основа. Представена е от двуреден ресничест епител, който преминава в еднореден до тъпанчето, по слуховите костици и по мембраната на кръглото прозорче. Прозорчетата се намират в медиалната част на тъпанчевата мембрана и имат костна основа. Върху овалното прозорче(fenestra ovalis) се полага основата на стремето, което е закрепено чрез хрущялната си повърхност. Овалното прозорче отделя тъпанчевата кухина от вестибуларната стълбичка на охлюва. Кръглото прозорче (fenestra rotundum) отделя тъпанчевата кухина от мембранната (membrana tympani secundaria) стълбичка на охлюва. Слуховите костици:чукче(malleus), наковалня(incus) и стреме(stapes) са изградени от компактна костна основа и са свързани помежду си посредством нежни ставички. Стремето е най-малката кост в човешкото тяло с тегло едва 2 - 5 mg.
Тъпанчето представлява еластична мембрана изградена от пръстеновидни и радиерни влакна. Има форма на фуния, чиито широк отвор е насочен навън, а с централната си част посредством специална сухожилна връзка се прикрепва към чукчето. Средното ухо е изпълнено с въздух и в тази среда се намира т.нар. лостова система: чукче, наковалня, мечовиден израстък и стреме. Те са свързани помежду си чрез стави, а към стената посредством връзки. Тази лостова система осигурява връзката между тъпанчето и овалното прозорче и по този начин и предаването на вибрациите към вътрешното ухо и неговите структури.

### Вътрешно ухо
Вътрешното ухо се състои от ципест и костен лабиринт. Лабиринтът от своя страна има две части – две торбички с три полуокръжни канала, представляващи органът на равновесието и охлюв, който представлява същинския орган на слуха. Чувствителните клетки на слуховия орган се намират в спиралния орган (охлюв), а на органа на равновесието в петната (maculae utriculi et maculae sacculi) и гребенчетата (cristae ampullares). Торбичките на двата полуокръжни канала образуват ципестата част на лабиринта. Той представлява преддверието и изпълнява ролята на вестибуларен апарат. Преддверието е свързано с охлюва с единно ципесто образувание, което преминава в костния лабиринт. Двете торбички на преддверието се наричат съответно utriculus и sacculus. Връзката помежду им се нарича aqueductus vestibuli. Трите полуокръжни канала на първото мехурче (utriculus) започват с разширения, наречени ampullae. Второто мехурче (sacculus) преминава към ципестата част на охлюва посредством канал (canalis reuniens). Стените на мехурчетата са покрити с еднослоен плосък епител, а проприята им е богата на съдове. И торбичките с каналът и ципестата част на охлюва не се свързват навсякъде плътно с костната основа. Тези места са заети от пространство изпълнено със съединителнотъканни гредички, излизащи от ендооста и срастващи се със стените на торбичките и каналите. Пространствата и гредичките са покрити от ендотелни клетки, а кухините съдържат лимфа.
В утрикулуса и сакулуса на вътрешното ухо завършва рамо на n. acusticus, наречено ramus vestibularis. На мястото, където завършва се наблюдава бяло петно, което се нарича macula statica. Освен че представляват местата на възприемане на положението на главата, петната възприемат и колебанията във вибрациите. В началото на разширенията на полуокръжните канали се виждат полулунни издатини, наречени гребенчета (cristae ampullares et cristae staticae). На тези места навлизат нервните влакна, които постепенно загубват миелиновата си обвивка и продължават до специализирани епителни клетки, наречени космести и конецовидни. Крайната част на всяка от тези клетки достига до вътрешната част на ампулните разширения. Конецовидните клетки са опорни, а косместите са рецепторни. Повърхността на епитела е покрита от тънка пихтиеста и влакнеста мембрана. Тя се нарича отолитна мембрана и в нея са включени калциеви кристали, наречени отолити. Отолитната мембрана се поддържа от косъмчетата на рецепторните клетки. Част от косъмчетата навлизат в мембраната и заедно с отолитите се разместват при движение на главата.
Рецепторните клетки биват два типа. Първите космести клетки са с широка закръглена основа. Към нея се доближават нервни влакна, които я обвиват като калъфка с формата на чашка. В срещуположната част на клетката се образуват 60 – 80 реснички с дължина 40 микрометра. В средата се разполага една по-дълга подвижна ресничка. Вторите космовидни клетки са с призматична форма. Наподобяват на първия тип, но са по-слабо инервирани. Опорните клетки се разполагат между косместите клетки. Имат по-тъмни ядра и в анималния край притежават микровили.
Гребенчетата заемат около една трета от повърхността на ампулите на полуокръжните канали. Разположени са напречно по дължината им. Те също са покрити с космести и опорни клетки, които от своя страна са покрити с прозрачни желатиноподобни калпачета. Последните се наричат куполи и в тях проникват косъмчетата на косместите клетки. Върховете на куполите достигат до вътрешната повърхност на ампулите на полуокръжните канали. Ролята на куполите се изразява в това, че при завъртане на главата или при ъглово завъртване на цялото тяло в пространството възниква движение на ендолимфата в полуокръжния канал, който се намира в плоскостта на завъртането. Движението на ендолимфата променя и положението на куполчетата. Така косъмчетата на косместите клетки се дразнят. Тяхната възбуда води до рефлекторен отговор на тези части на скелетната мускулатура, които коригират положението на очните мускули и положението на цялото тяло.
Органът на слуха е съставен от костна и ципеста част. Той се нарича охлюв поради факта, че представлява спирално навит канал, наподобяващ на черупката на охлюв. При човека охлювът е навит около 2,5 пъти (с дължина около 35 mm), при свинята 4 пъти, при говедото 3,5 пъти, а при овцата, козата и коня около 2,25 пъти. При напречен срез каналът има триъгълна форма, чиято костна основа го разделя с хоризонтална стена (lamina spiralis) на горна (scala vestibuli) и долна (scala tympani) част. Спиралната ламела е костна и лежи по оста му. Ламелата не достига до противоположния край на канала, поради което двете му части се свързват помежду си. Двете отделения на костния лабиринт са покрити с ендоост, постлан с ендотелни клетки. Кухините на костния лабиринт са изпълнени с екзолимфа и са свързани с екзолимфните пространства на преддверието. Ципестия охлюв представлява спирално завито, сляпо завършващо мехче, което е изпълнено с ендолимфа. Назад то преминава в ципестата обвивка на полуокръжните канали, а в срещуположна посока навлиза в костната основа на охлюва. Долната стена на ципестия охлюв се разделя на две части. Тя представлява тимпанната част на слуховия орган и е най-сложната по структура част. Тя лежи на барабанната стълбичка и върху нея се намира спиралния кортиев оран. Подлежащата съединителна тъкан съдържа кръвоносни съдове, които изпъкват към кухината на охлюва. Тук навлиза и n. cochlearis. Съдовете се разполагат и в самия епителен слой. Строежът на епитела на латералната стена на охлюва и специфичната и васкуолизация са причината на това място да се секретира ендолимфата на охлюва, която съдържа белтъци, соли и слуз.
Кортиевият орган се разполага върху базалната мембрана, която се прикрепва към спиралната костна пластинка. Той представлява диференциация на епитела на основата на тимпанната стена на ductus cochlearis. Епителът на слуховия орган е представен от две части. Първата част е латералната и лежи върху базалната мембрана. Образува тунела на кортиевия орган и носи слуховите рецепторни клетки. Другата част е медиалната и представлява покривалото на кортиевия орган. Базалната мембрана на канала се състои от влакнест слой, който дава основата и. Влакната са изпънати и се наричат слухови струни. При човека броят им достига до 24 хиляди. Външната стена на базалната мембрана представлява продължение на ендооста, а отвътре е покрита от кортиевия орган. Кортиевият орган е изграден от космести и опорни клетки. Подобно на органа на равновесието косместите клетки са рецепторните. Биват вътрешни и външни. Вътрешните са с бутилковидна форма като на крайния си полюс имат 30 – 60 неподвижни косъмчета. Външните цилиндрични клетки имат цилиндрична форма като на полюса им излизат слухови косъмчета наречени стереоцилии. Повърхностните космести клетки са по-чувствителни към звукове с голяма интензивност. Високите звуци дразнят само косместите клетки разположени в долните извивки на охлюва, а ниските – само клетките от върха на охлюва и част от клетките на долните извивки. Опорните клетки се разполагат непосредствено до базалната мембрана. Те са четири вида и се различават по форма и големина.

### Проводящ път и мозъчен център
Нервните нишки, които идват от рецепторите на кортиевия орган, пристигат в ganglion spiralis на охлюва. Еферентните нишки на този ганглий се събират и образуват n. coclearis. Този нерв и n. vestibularis са двата клона на n. acusticus. Кохлеарният нерв преминава към продълговатия мозък в nuclei cochlearis. Кохлеарните ядра образуват т.нар. кохлеарен комплекс. В него намират проекция различните части на кортиевия орган. Връхната част на охлюва се свързва с вентралната част на комплекса, а основната с дорзалната му част. Възходящия път от комплекса, към който се присъединяват и влакна от трапецовидното тяло, достига до междинната станция на oliva superior. Нейните аксони се насочват към lemniscus lateralis. Тук една част от влакната на слуховия път се свързва със задните хълмове на четирихълмието. Друга част от тях се свързва с латералния сноп на „ивицата на Рейл“. Влакната им се прекъсват в corpora quadrigemina или вътрешното коленчато тяло.
Низходящите пътища минават почти по същия път, но в обратна посока – от слуховата кора към медиалното коленчато тяло, четирихълмието, връхната олива и накрая кохлеарния комплекс. В кората на главния мозък слуховата зона, свързана с комуникативната функция при животните е по-различна от морфологичния субстрат осъществяващ абстрактното мислене чрез способността към второсигнална комуникация.

## Физиология на слуховия анализатор
Постъпващата информация от слуховия анализатор заема второ място след зрението по значение в анализа, който извършват сетивата. Ухото е типичен дистантен анализатор. Периодичните колебания на звуковите вълни се улавят от ухото. В него те се трансформират от механична енергия в нервни импулси, които субективно се възприемат като слухово усещане.

### Свойства на звука
Звукът може да се възприеме адекватно, чрез въздуха и неадекватно, чрез костите на главата. Слуховите възможности при организмите са ограничени от т.нар. „слухов лимит“. При човека този лимит е в рамките на 16 - 22 000 Hz. Така звукове под тази граница за човека се наричат инфразвукове, а тези над границата се наричат ултразвукове. Тези граници са различни за различните видове животни, особено горната. При кучето тя е 40 000 Hz, при котката 70 000 Hz, а при прилепите до 98 000 Hz. Този връх на аудитивна способност се дължи и на факта, че прилепите се ориентират в пространството по механизма на ехолокацията. С напредване на възрастта горната граница прогресивно намалява. Честотата на трептенията е също от съществена важност при възприемането на звука.
За слуховото усещане от съществено значение са четири принципа на акустиката:
- Акустично налягане. Това е допълнителното налягане на звуковите вълни върху един обект.
- Акустична енергия. Това е количеството енергия, което се изразходва в единица повърхност за единица време.
- Усещане за интензивност. Това е физиологична особеност на слуховия анализатор. Определянето на усещането за интензивност е от особено значение за човека. Причината за това, е че предявяването на шум предизвиква увеличение на кръвното налягане и превъзбуда на симпатикувата нервна система. Това може да доведе и до повреди в средното ухо.
- Сума на интензивността. Тя е физиологична преценка на сумиране на интензивност от няколко звукови източника.

### Функция на външното ухо
Основната роля на външното ухо е да дирижира звуковите вълни към мембраната на тъпанчето. Играта на ушните раковини при насочено внимание на животното е и признак за неговия темперамент. При други видове служи и като средство за терморегулация. Тесният и извит слухов канал служи и за защита на по-дълбоко разположеното средно ухо. Основната му роля е да служи като резонатор със собствена честота на колебания, което усилва до известна степен първичния звук. Отделения секрет в канала (ушна кал) предпазва външното ухо от изсъхване и попадане на чуждотелни частици и насекоми.

### Функция на средното ухо
В средното ухо звуковите вълни посредством изградената лостова система от костици звукът преминава в механична енергия без да се променя честотната му характеристика. За да се осъществи свободно трептене на тъпанчето е нужно налягането от двете му страни да бъде еднакво. Функцията за изравняване на налягането в средното ухо с атмосферното се изпълнява от евстахиевата тръба. За да се отвори нейния ход е нужно да се преглътне или прозее.

### Функция на вътрешното ухо
Във вътрешното ухо се намират рецептори на два анализатора – слухов и равновесен. Спираловидните извивки на охлюва имат защитно значение като предпазват фините съоръжения на рецепторния апарат. Йонният състав на перилимфата и ендолимфата е близък до този на кръвната плазма. В перилимфата има превъзходство на йоните на натрия. В ендолимфата съотношението е в полза на йоните на калия. Те надвишават около 1000 пъти количеството на натриевите йони. Това неравномерно разпределение на двата вида йони води до възникването на поляризирана структура. Тази особеност е от съществено значение за формиране на биоелектричните явления в кортиевия орган.

### Механизъм на превръщане на звука в нервен импулс
Усилените в средното ухо звукови вълни довеждат до синхронизирано трептение на перилимфата. Това се постига, чрез колебанията на овалното прозорче. Вълнообразното трептение заглъхва към върха на охлюва. Ендолимфата усвоява честотата на трептение на перилимфата, а от там те се предават към базиларната мембрана. Поради еластичността си колебанията на мембраната се предават на рецепторите. Вибрациите на перилимфата от своя страна бързо се неутрализират от ендолимфата благодарение на по-високия и вискозитет. Възбуждането на рецепторите става чрез механизма на промяна на честотата на звука. Власинките на слуховите клетки се раздвижват от трептенето и се огъват. От механичната деформация на власинките се получава генераторния слухов потенциал.

### Адаптация
Адаптацията на звуковия анализатор се изразява в понижение на слуховата чувствителност след интензивни и продължителни дразнения. Тя е свързана с рецепторните прибори и е бърз процес. Умората е по-бавен процес, който се извършва на ниво центрове в мозъка. Възстановяването при адаптацията става бързо, в рамките на милисекунди, докато при умората е значително по-забавено. В адаптацията участват и някои мускули в средното ухо, които чрез т.нар. акустичен рефлекс неутрализират действието на извънредно силни дразнители. Този рефлекс е с обратна връзка, тъй като мускулните вретена осъществяват проприорецептивен контрол. В адаптационния процес може да се включат и тактилни дразнения на лицевата област, дъвкателната мускулатура и други.

### Слухова ориентация
Локализацията на звука се извършва чрез два фактора:
- Ако източникът на звука се намира встрани, то поради екранизиращото действие на главата, звукът ще бъде чут от ухото намиращо се по-близо до предмета. При животните този принцип играе по-малка роля, защото ушите се насочват към източника и с това заличават различията на информацията постъпваща от двете уши.
- Ако източникът на звука е встрани, слуховата информация закъснява в по-отдалеченото ухо с 0,8m/s като това е достатъчно за да се извърши ориентация за посоката на звука. При човек, поради неподвижността на ушите, ориентацията е трудна когато звука се намира на еднаква отдалеченост от двете уши, особено когато се намира отзад.

Ориентацията за приближаване и отдалечаване на източника се определя от ухото чрез промените в силата на звука.

## Ембрионален произход
Като слухово-равновесен орган ухото се залага от три източника. Това са първата хрилна бразда (ектодермално образувание), първата хрилна торбичка (ентодермално образувание) и околния мезенхим.
- Външното ухо се образува, чрез врастване и задълбочаване на заложбата на първата хрилна бразда. Образува се външния слухов канал. Ектодермалните клетки дават епителната му покривка, а мезенхима образува съединителнотъканната основа. Около външния отвор на канала се образува разрастване на мезенхима и оформяне на заложбата на ушната раковина.
- Евстахиевата тръба се развива от заложбата на първата хрилна торбичка, растяща точно срещу заложбата на външния слухов канал. Там където се срещат двете заложби се образува екто-ендодермална мембрана – бъдещото тъпанче.
- Вътрешното ухо се получава като от най-дълбоко лежащата част на външния слухов канал се отделя ектодермална плочка. Тя се отделя напълно от него и потъва в околния мезенхим. Заедно с него образува ектодермално-мезенхимно мехурче. От него се образуват кожният и костният лабиринт на вътрешното ухо.
- Слуховите костички се образуват от мезенхима зад заложбата на тъпанчето.

## Видови особености

### Риби
Слуховият орган при рибите се състои от вътрешно ухо. То притежава три полуокръжни канала с ендолимфа. Във вътрешното ухо се наблюдават статолити. По тях се натрупват периодични годишни наслагвания и може да се съди за възрастта на рибите. При хрущялните риби слуховият орган е затворен в хрущялна капсула, която се намира в задната част на мозъчния череп. Съставен е от утрикулус, сакулус, лагена и три полуокръжни канала. При костните риби за първи път се развива слухова папила (papilla lagenae). При някои костни риби, например шарановите, перилимфното пространство е свързано с плавателния мехур, чрез система от костици – Веберов апарат. Чрез него звуковите сигнали се усилват и изпращат от плавателния мехур към вътрешното ухо. При миногите и миксините слуховият апарат се състои от слухово мехурче, разделено от горна (утрикулус) и долна (сакулус) част. Имат само два полуокръжни канала, при миксините – един. Трите структури образуват вътрешното ухо.

### Земноводни
Във вътрешното ухо се намира малка издатина, наречена лагена. Тя е по-силно развита от тази на рибите. За първи път се появява средно ухо, съставено от тимпанална кухина, която е затворена отвън с тъпанчева ципа. Последната е опъната върху хрущялен пръстен. В средното ухо звуковите вълни се усилват. Посредством Eвстахиевата тръба средното ухо се свързва с глътката. Така се постига изравняване на налягането между външната среда и вътрешното ухо. От вътрешната страна на тъпанчевата ципа се закрепва малка костица (стреме или колумела). Тя се простира от мембраната до овалното прозорче на вътрешното ухо. Прозорчето се затваря от звукопроводимата костица, наречена стапес.
Под водата звуковите вълни се приемат от повърхността на тялото и чрез венозната и лимфната система се прехвърлят към вътрешното ухо.

### Влечуги
При влечугите освен вътрешно и средно ухо се появява зачатък на външно. Средното ухо има тъпанче и стреме. При змиите липсва средно ухо, тъпанчева мембрана и Евстахиева тръба. При тях има колумела (columella), заловена за квадратума (кост в горната челюст) и звуковите трептения се поемат от челюстите, предават се на квадратума, колумелата, овалното прозорче (fenestra ovalis) и от там на перилимфата. При останалите вътрешното ухо е съставено от утрикулус и три полуокръжни канала, сакулус с охлюв и мембрана базиларис. Последната разделя кухината на охлюва на вестибуларна и слухова. Слуховата област на черепа е съставена само от една кост, наречена проотикум (prooticum, предно-слухова кост), която не е вкостена и е хрущялна.

### Птици
При птиците липсва ушна мида. Външният слухов канал е широк и много къс. Разположен е под и зад окото. Външният му отвор е покрит от къси пера и малка кожна гънка. В основата на канала се намира тъпанчето, което е леко изпъкнало навън. Средното ухо е също просто устроено. Във вътрешността му се намира обща костица, наречена стълбец – columella. Тя преминава през цялата празнина на средното ухо, като свързва тъпанчето с овалното прозорче. Устройството на вътрешното ухо е подобно на това при бозайниците. Освен характерните за тях части при птиците се намира и един извит канал, който завършва с торбичка. В нея са поместени орган, наречен лагена, който отговаря на ушното охлювче при бозайниците, и сетивните нервни окончания. При совите се наблюдава зачатък на външно ухо и къс слухов канал.